# Karl Wüstenhagen

Karl Wüstenhagen

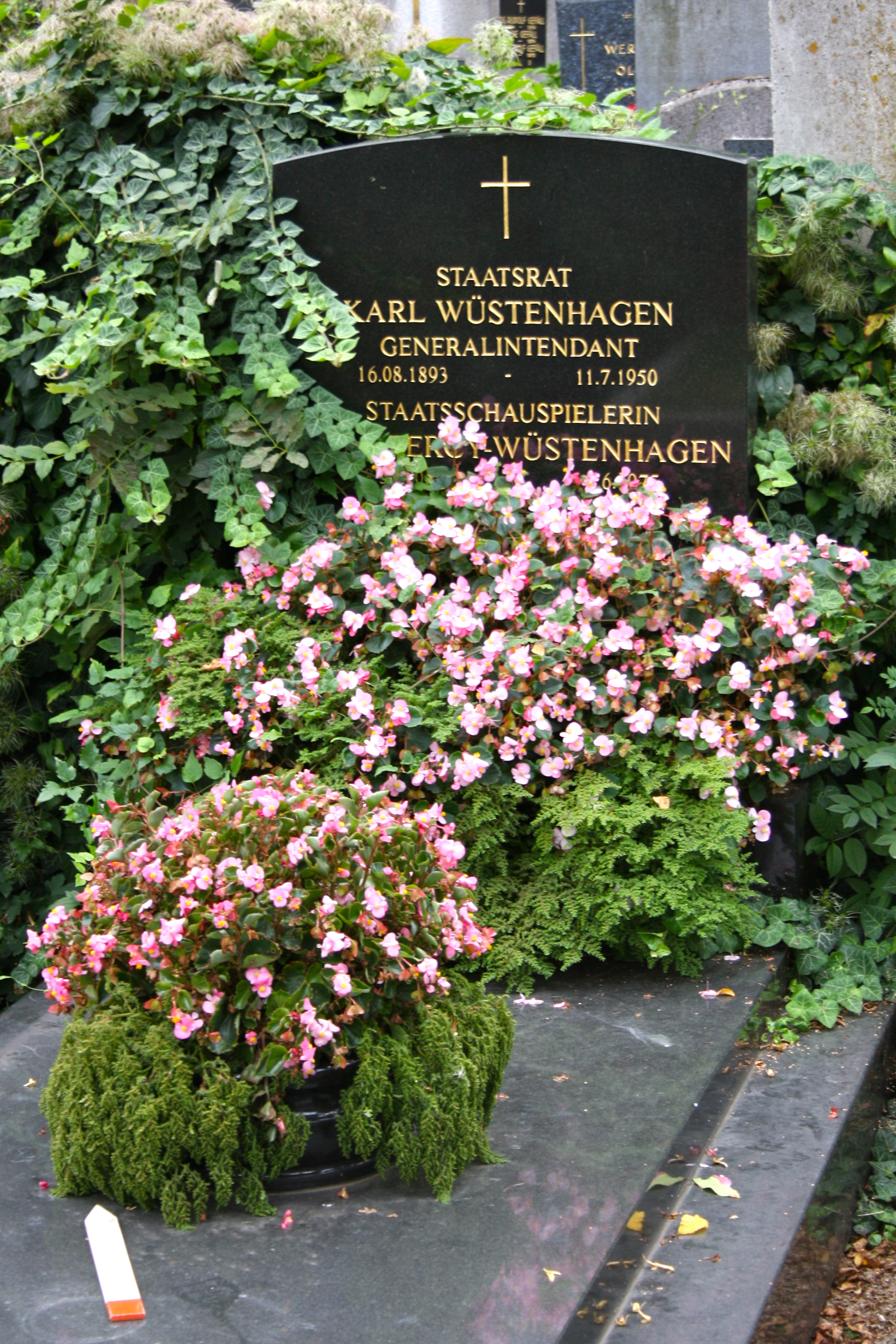
Grab von Karl Wüstenhagen am Ober Sankt Veiter Friedhof in Wien

Karl Wüstenhagen (* 16. August 1893 in Köln; † 12. Juli 1950 in Hamburg) war ein deutscher Schauspieler, Regisseur und Intendant.

## Leben
Wüstenhagen wirkte als Schauspieler und Regisseur bei zahlreichen Filmproduktionen mit. Er war ein überzeugter Nationalsozialist und gehörte Alfred Rosenbergs völkisch gesinntem antisemitischem Kampfbund für deutsche Kultur und der  NSDAP an.
Von 1932 bis 1945 war Wüstenhagen Intendant des Deutschen Schauspielhauses Hamburg und wurde zum Hamburger Staatsrat ernannt. In seine Ära fällt die Verstaatlichung 1934. Werke von kommunistischen oder jüdischen Autoren wurden gemäß dem nationalsozialistischen Verbot nicht mehr aufgeführt. Während Wüstenhagens Intendanz konnte er auch Jürgen Fehling für drei Inszenierungen gewinnen.
Nach dem Beginn des Zweiten Weltkriegs wurde die Auswahl der Stücke weiter eingeschränkt, indem Stücke aus „Feindländern“ nicht mehr aufgeführt werden durften.
Im Januar 1941 gastierte Wüstenhagen mit dem Ensemble des Hamburger Schauspielhauses im besetzten Norwegen.
Während des Krieges wurde das Schauspielhaus zwar durch Bomben beschädigt, aber nicht zerstört. Nach der verordneten Schließung des Hauses im September 1944 wurde darin eine Rüstungswerkstatt eingerichtet. 1945 wurde das Schauspielhaus an der Kirchenallee von den britischen Besatzungsmacht als Garrison Theatre beschlagnahmt. Wüstenhagen verlor endgültig seinen Posten als Intendant und wurde zunächst kommissarisch durch Rudolf Külus ersetzt.
Wüstenhagen war seit 1936 mit der Schauspielerin Emmy Percy-Wüstenhagen verheiratet. Zu seinen Schauspiel-Schülern gehörte der Hamburger Wolfgang Stendar.
Am 12. Juli 1950 starb Karl Wüstenhagen im Alter von 56 Jahren in Hamburg.

## Filmografie
- 1921: Die arme Margret
- 1921: Der Verfluchte
- 1923: Im Rausche der Milliarden
- 1923: Martin Luther (auch Regie)
- 1923: Das Wirtshaus im Spessart
- 1924: Helena (2 Teile)
- 1938: Ballade

## Hörspiele
- 1926: Augustin Eugène Scribe: Das Glas Wasser – Regie: Hans Bodenstedt
- 1926: Rabindranath Tagore: Das Postamt – Regie: Hans Bodenstedt
- 1927: Heinrich von Kleist: Die Hermannsschlacht – Regie: Hermann Beyer
- 1950: Jacques Constant: General Frédéric – Regie: Kurt Reiss
- 1950: C. W. Ceram: Götter, Gräber und Gelehrte (1. Teil: Der Faden der Ariadne) – Regie: Gustav Burmester
- 1950: C. W. Ceram: Götter, Gräber und Gelehrte (2. Teil: Die goldene Mauer) – Regie: Gustav Burmester
- 1950: Robert Cedric Sherriff: Das Hopkins-Manuskript – Regie: Gustav Burmester
- 1950: Guntram Prüfer: Thora und Galuth: Zerstörung Jerusalems – Regie: Heinrich Ockel
- 1950: Rudolf Kunze: Duval fällt die Treppe rauf – Regie: Fritz Schröder-Jahn
- 1950: Albert Mähl: Albert Ballin – Regie: Hans Freundt

## Theater
Regie
- 1939: Franz Grillparzer: Des Meeres und der Liebe Wellen – (Deutsches Schauspielhaus Hamburg)